# Ro01-6128
Ro01-6128是一种含氮有机化合物，化学式为C17H17NO3，作为代谢型谷氨酸受体GRM1的别构调节剂用于科学研究。